# Ужас на встрече выпускников
«Ужас на встрече выпускников» (англ. Terror Stalks the Class Reunion) или «Пуля для любимой учительницы» — телефильм совместного франко-канадского производства 1992 года выпуска, по произведению Мэри Хиггинс Кларк.

## Сюжет
Германия. В школе имени Джона Пейна на американской базе происходит встреча выпускников. В это время происходит побег из тюрьмы Рудольфа Ковальски. Его поисками занимаются бывшие одноклассники Франц и Виктория. Пока полиция ищет беглеца, на встречу приходит бывший выпускник Тони, который похищает свою школьную учительницу Кей Штайнер. В свою очередь выясняется, что Ковальски сбежал из тюрьмы, только чтобы поздравить свою квартирную хозяйку с днём рождения.
Тони одержим безумной идеей жениться на своей бывшей учительнице, и, чувствуя потенциальную опасность для своей жизни и жизни своего мужа, женщина вынуждена подыгрывать маньяку. Они приобретают подвенечное платье, планируют свой медовый месяц. Маньяк собирается устроить венчание под видеозапись, но женщина настаивает на присутствии настоящего священника, тем самым намекая чтоб он не торопился. Тони соглашается, так как в его планы входит сделать медовый месяц вечным — после венчания он собирается устроить взрыв.
Полиция вычисляет место нахождения маньяка, и засланный туда под видом священника полицейский освобождает Кей и мужчину, которого Тони пытался использовать в качестве шафера. Оставшись один, Тони нажимает на кнопку, активирующую взрывное устройство.

## В ролях
| Актёр             | Роль            |
| ----------------- | --------------- |
| Кейт Неллиган     | Кей Штайнер     |
| Дженнифер Билз    | Вирджиния       |
| Джерент Вин Дэвис | Тони Ковальски  |
| Вернер Стокер     | Франц           |
| Манфред Леманн    | Михаэль Штайнер |
| Мадлен Робинсон   | мадам Делялянд  |
| Гертруда Прей     | Эльзе Вайскирх  |
| Ганс Ирле         | Герман Вайскирх |
| Вольфганг Батке   | Кляйнерт        |
| Ариэль Домбаль    |                 |